# Panada
La panada es una sopa típica de la cocina italiana. Su ingrediente principal es pan duro puesto en remojo en un caldo de vaca (a veces se elabora en caldo de pollo). Otros ingredientes típicos de la sopa son el huevo duro y el Parmigiano-Reggiano que se ralla justo antes de ser servido. Es una sopa que se sirve caliente. Es tradicional que en Italia se sirva este plato a infantes y enfermos.
Su variante francesa, la panade, es una sopa tradicional hecha con pan cocido en agua, leche y mantequilla, que se puede enriquecer con una yema de huevo.